# Sauveur Le Conte
Sauveur Le Conte (connu également sous les dénominations de Sauveur Le Comte et Sauveur Lecomte), né en 1659 et mort en 1694, est un peintre de guerre français.

## Biographie
Sauveur Le Conte était fils d’un maître peintre, Meiffren Conte. Il épousa la fille de Jean Legeret, le sculpteur et décorateur du château de Versailles.
Initié par son père à la peinture, Sauveur Le Conte est formé par le maître Van der Meulen. Il devint le principal collaborateur du grand peintre dans l'équipe de Charles Le Brun.
Il fut chargé à la mort de Van der Meulen, de terminer ses toiles inachevées et lui succéda à la Manufacture des Gobelins comme « peintre ordinaire des Conquestes du Roy dans l’hostel des Manufactures royales des Gobelins ». Il fut surnommé « Le Conte, peintre des batailles aux Gobelins ».
Sauveur Le Conte conçoit les scènes principales comme autant de vue en perspective, prise à vol d’oiseau, entourées parfois de médaillons plus petits et plus détaillés.
Le Grand Condé lui commanda la réalisation de onze grandes toiles représentant ses actions militaires les plus valeureuses de 1640 à 1674. Le Grand Condé mourut avant de les voir mises en place et l’achèvement de la galerie fut réalisé sous son fils le prince Henri Jules de Bourbon-Condé. 
Sauveur Le Conte disparaît subitement à l'âge de 35 ans.

## Œuvres
Un grand nombre de ses toiles sont exposés au Musée Condé de Chantilly et au château de Versailles.
- Les actions du Grand Condé : la bataille de Rocroi 1643
- Les actions du Grand Condé : le blocus de Paris 1649
- Les actions du Grand Condé : le passage du Rhin 1672
- La Prise de Mons (Versailles)
- Siège de Dunkerque (1646)

## Galerie

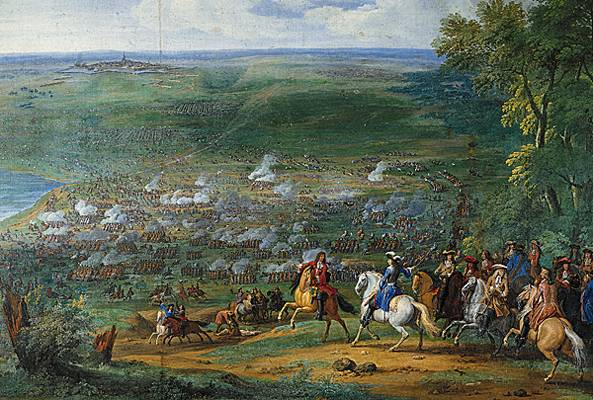
La bataille de Rocroi en 1643
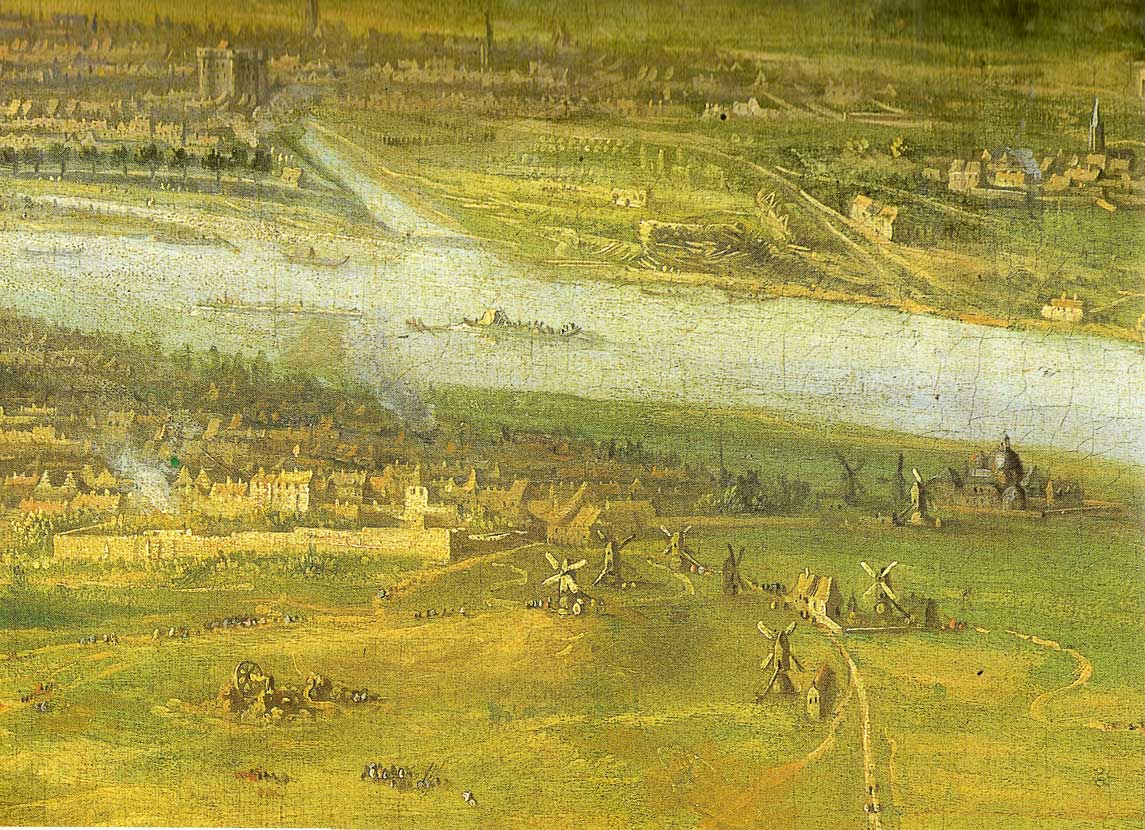
Blocus de Paris en 1649
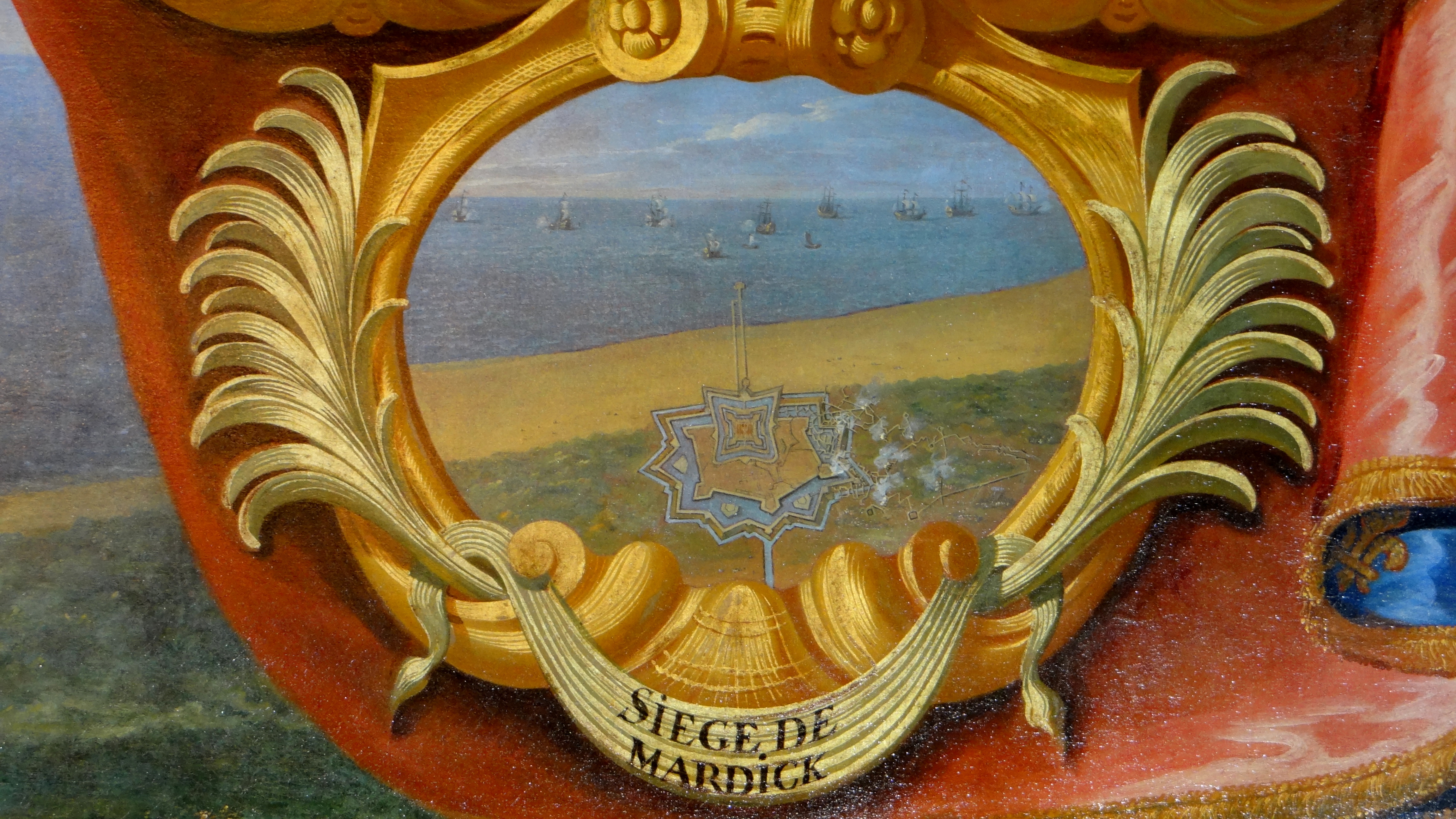
Siège de Dunkerque (1646) Siège de Mardyck - Château de Chantilly
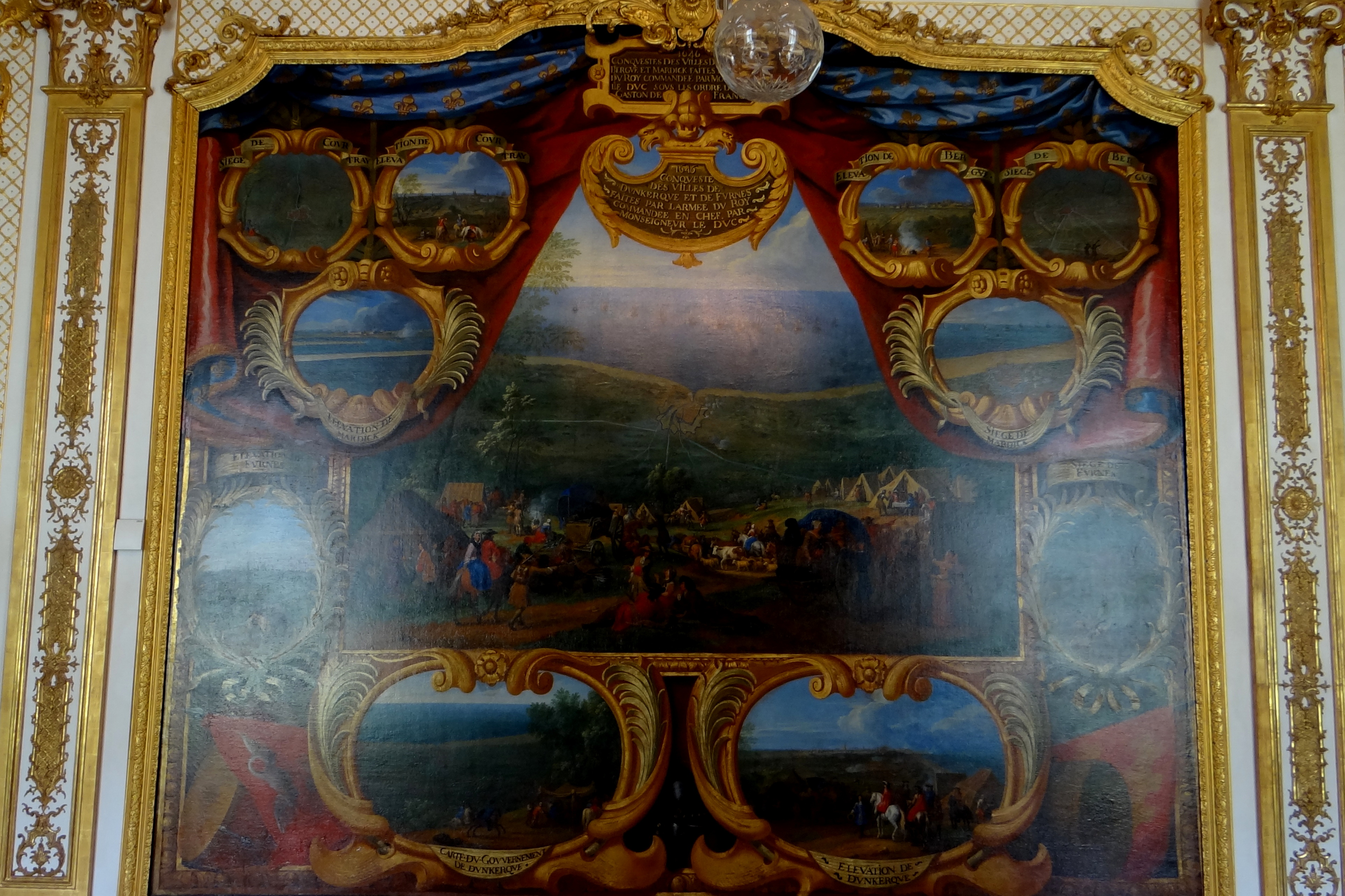
Siège de Dunkerque (1646) - Château de Chantilly